# Sabine Buschová
Sabine Buschová, provdaná Ascuiová (* 21. listopadu 1962, Erfurt) je bývalá východoněmecká atletka, která se věnovala hladké čtvrtce a čtvrtce s překážkami.
Zpočátku se pod otevřeným nebem věnovala především hladké čtvrtce. Na evropském šampionátu v Athénách 1982 doběhla ve finále jako čtvrtá v čase 50,57 s. Na bronzovou Taťánu Kocembovou ztratila dvě setiny. Bronzovou medaili poté vybojovala ve štafetě na 4 × 400 metrů. O rok později na prvním ročníku MS v atletice v Helsinkách skončila v semifinálovém běhu, jako první nepostupující. Získala však zlatou medaili ze štafety.
V roce 1985 se stala halovou mistryní Evropy v běhu na 400 metrů. V následujícím roce titul na šampionátu v Madridu obhájila. V témže roce se stala ve Stuttgartu vicemistryní Evropy na čtvrtce s překážkami. Na halovém MS 1987 v Indianapolisu získala na čtvrtce zlatou medaili v čase 51,66 s. Z druhého světového šampionátu v Římě 1987 si odvezla dvě zlaté medaile. Titul mistryně světa vybojovala na čtvrtce s překážkami (53,62 s) a ve štafetě na 4 × 400 metrů.
Reprezentovala na letních olympijských hrách 1988 v Soulu, kde ve finále doběhla jako čtvrtá v čase 53,69 s. Olympijskou medaili, bronzové hodnoty získala ve štafetě. 22. září 1985 zaběhla v Berlíně nový světový rekord na čtvrtce s překážkami, jeho hodnota byla 53,55 s.[zdroj?] Její čas v hale na hladké čtvrtce 50,01 s je devátý nejlepší v celé historii. Rychlejší časy zaběhly jen Jarmila Kratochvílová, Natalja Nazarovová a Taťána Kocembová.

## Osobní rekordy
- 400 m přek. – 53,24 s – 21. srpna 1987, Postupim
- 400 m (dráha) – 49,24 s – 2. června 1984, Erfurt
- 400 m (hala) – 50,01 s – 2. února 1984, Vídeň - národní rekord